# Zqaltubo
Zqaltubo (georgisch წყალტუბო; auch Tskaltubo, Tschaltubo und Tsqaltubo) ist ein Kurort und Thermalbad in Georgien, der einer der bedeutendsten Kurorte in der Sowjetunion war. Nach dem Zusammenbruch der Union verfiel Zqaltubo zunehmend und erlebt erst seit wenigen Jahren wieder einen langsam zunehmenden Tourismus. Das touristische Potential Zqaltubos wird aufgrund seiner Lage und seiner naturräumlichen Bedingungen als hoch eingestuft.

## Geografie
Der Ort liegt in der gleichnamigen Munizipalität der westgeorgischen Region Imeretien, 15 km nordwestlich von Kutaissi, der zweitgrößten Stadt Georgiens. Das 137 m über dem Meeresspiegel gelegene Zqaltubo hat ein gemäßigtes Klima. In der Umgebung sind die ausgedehnten Grotten der Prometheus-Höhle und der Sataplia-Höhle im Naturpark Sataplia.
Der Ort hat 11.281 Einwohner (Stand 2014).

## Kur- und Erholungsort in der Sowjetunion
Die Thermalquellen im Ort sind leicht radioaktiv. Ihr Wasser wird gegen Rheumatismus und andere Gelenkerkrankungen angewandt. In Zqaltubo ist das Forschungsinstitut für Asthma, Allergien und Immunologie der Georgischen Akademie der Wissenschaften angesiedelt. Zqaltubo wurde 1935 mit der Bahnstrecke Brozeula–Zqaltubo an das Eisenbahnnetz angeschlossen. Heute besteht nur eine Nahverkehrsverbindung nach Kutaissi.

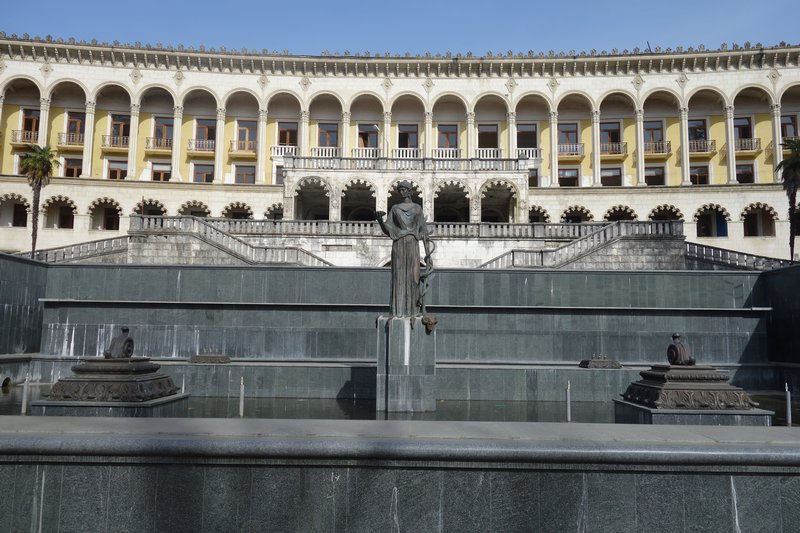
Hotel Metallurg

Zqaltubo war in der Sowjetzeit einer der größten Kurorte des Republikverbundes. Die Sowjetunion verfügte über ein Netz aus Erholungsheimen (dom otdycha) und Sanatorien (sanatorija). Dieses umfasste in den 1970er Jahren „rund 6000 Sanatorien, Prophylaktorien und Pensionate, […] [wo] jährlich an die 13 Millionen Menschen versorgt wurden […], rund 90 Prozent zu privilegierten Bedingungen auf Staatskosten“. Wegen seiner leicht radioaktiven Thermalquellen war Zqaltubo bereits seit dem 19. Jahrhundert als Heilbad betrieben worden. Im Zuge der sowjetischen Kurortpolitik zur Aufrechterhaltung der sozialistischen Arbeitskraft wurde es zwischen 1939 und 1955 mit historisierenden Gebäudekomplexen im Stil eines von Stalin favorisierten Neo-Klassizismus ausgebaut. Diese Bauphase ist im Zusammenhang mit der Politik zu sehen, die östliche Schwarzmeerküste zu einer ‚Kaukasischen Riviera‘ für Erholungssuchende auszubauen. In einer zweiten Hochphase der 1970er Jahre folgten Gebäude, die architektonisch dem konstruktivistischen Stil der sogenannten ‚klassischen sowjetischen Moderne‘ zuzuordnen sind.

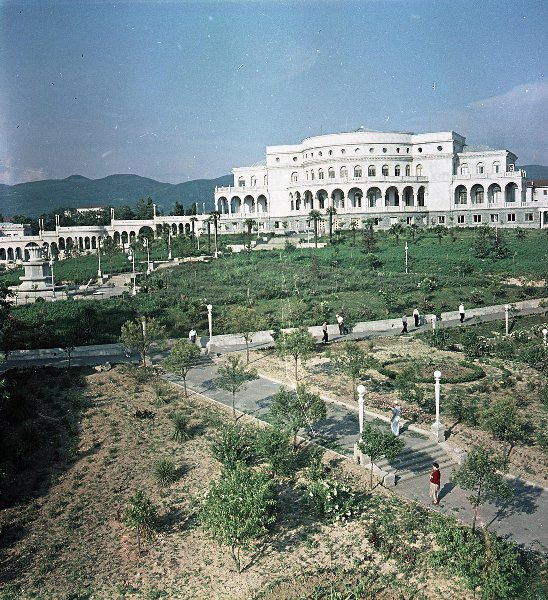
Sanatorium des sowjetischen Verteidigungsministeriums (1957)

Ein Aufenthalt in einem der sowjetischen Sanatorien und Erholungsheime diente aber nicht nur der Wiederherstellung der Arbeitskraft, sondern auch der Herstellung des im sowjet-ideologischen Sinne neuen Menschentyps (vgl. Ausführungen zum homo sovieticus u. a. im Werk von Swetlana Alexijewitsch). „Erholung war nicht einfach Freizeit, sondern ‚bewusst und kulturvoll‘ gestaltet, der Entwicklung des ‚allseitig gebildeten Menschen‘ dienende Tätigkeit, die Fortbildung, Theater, Landeskunde, Gymnastik mit einschloss. […] Der Tagesablauf war auf die Abfertigung und das Management von Kollektiven […], nicht auf die Bedingung individueller Gäste [ausgerichtet].“ So war Zqaltubo nicht nur nach den verschiedenen medizinischen Bereichen aufgegliedert wie Thermalquellen, Badeanlagen und Kursälen, die der ideologischen Unterweisung und Bildung dienten. Die Sanatorien selbst waren nach Berufsgruppen gegliedert, wie das Sanatorium der Bergarbeiter oder das der Geologen. Erholungsaufenthalte in Zqaltubo gehören mithin zur festen Familienbiografie nicht nur sehr vieler Georgier, sondern auch vieler anderer Sowjetbürger.

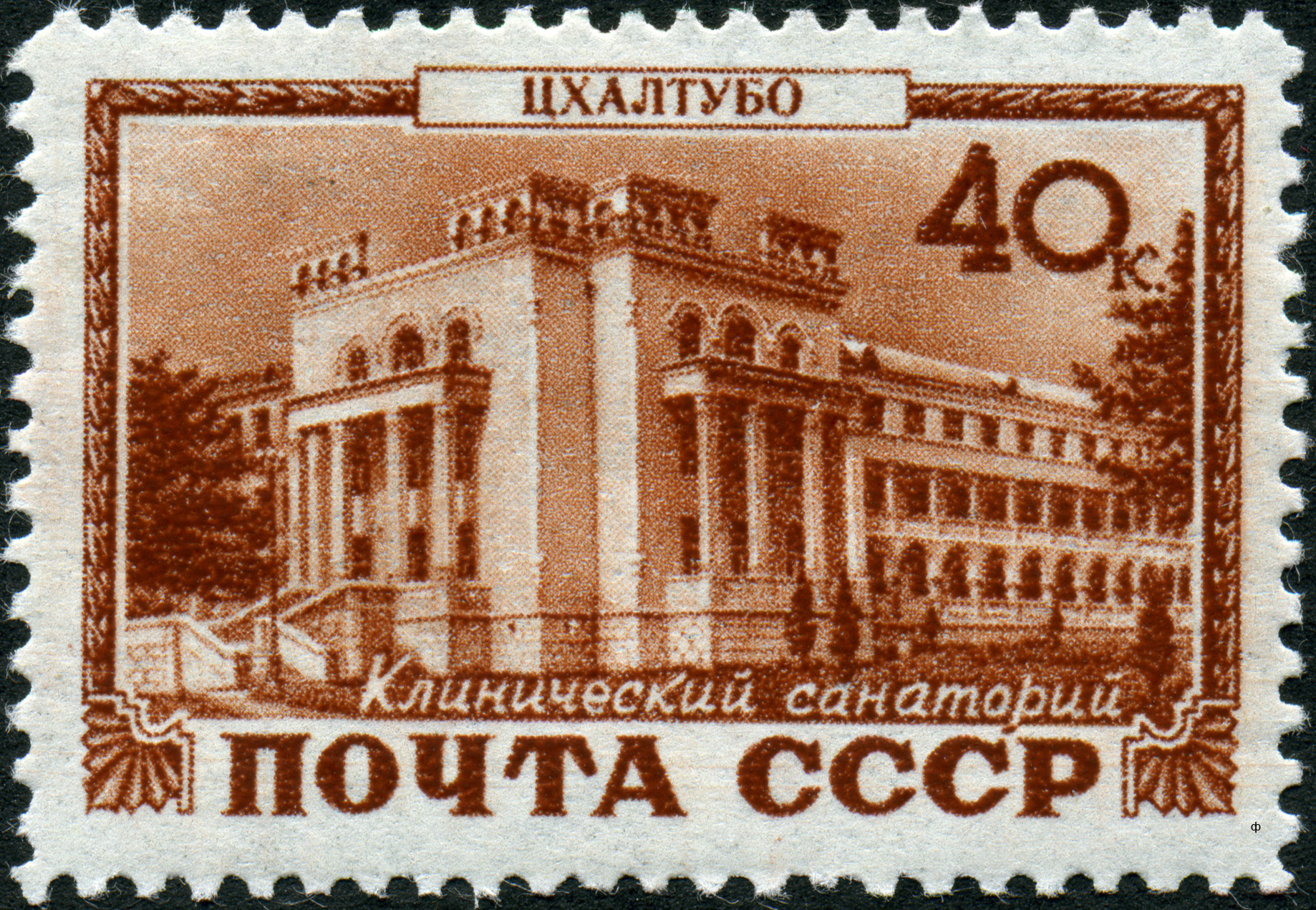
„Zqaltubo - Klinisches Sanatorium“ auf einer sowjetischen Briefmarke von 1949

## Nutzungswandel und Verfall der Sanatorien nach der Unabhängigkeit Georgiens
Mit dem Zusammenbruch der Sowjetunion verwandelten sich weite Bereiche der ‚Kaukasischen Riviera‘ in Kriegsgebiete. Während in Abchasien die architektonisch bedeutendsten Sanatorien- und Hotelkomplexe ausbrannten, bezogen in Zqaltubo rund 10.000 der vor dem Krieg geflohenen und vertriebenen rund 250.000 Binnenflüchtlinge (IDPs) Hotels, Sanatorien und Erholungsheime.
Seit den 1930er Jahren waren verstärkt – in Folge der sowjetischen und sowjetisch-georgischen Politik, die ethnische Struktur Abchasiens zu verändern – ethnische Georgier in Abchasien angesiedelt worden. Da diese zum Zeitpunkt des kriegerischen Ausbruchs der Konflikte dort bereits über mehrere Generationen gelebt hatten, verloren sie mit der Vertreibung allen Grundbesitz und waren beispielsweise in Zqaltubo auf die Unterkunft in Kurhotels und Sanatorien angewiesen – auch auf die über das Wohnen hinausreichenden Ressourcen, welche die Anlagen boten: Kurparks verwandelten sich in Gärten und Viehweiden, Bäume wurden gefällt, Tische, Stühle, Theken und Parkette der Speisesäle verwendet, um kochen und heizen zu können. Nach und nach verfielen auch die prächtigsten der Gebäude und Parkanlagen.
Heute wird das Vier-Sterne-Hotel „Tsqaltubo SPA Resort“ als einziges der Hotelgebäude und Sanatorien betrieben, welche in der Sowjetzeit errichtet worden waren. Dies liegt daran, dass es bereits Anfang der 1990er Jahre von paramilitärischen Einheiten besetzt worden war, welche die aus Abchasien nach Zqaltubo drängenden georgischen Flüchtlinge fernhielten. Alle weiteren heute betriebenen Hotelgebäude sind Neubauten, nur eines der früher zwei medizinischen Anwendungszentren ist derzeit in Betrieb.
Die restlichen der während der Sowjetzeit errichteten Gebäude sind in Staatsbesitz, wenige sind bis heute an ausländische Investoren verkauft worden. Zqaltubo erlangte zunächst in Folge der Aktivitäten ausländischer Nichtregierungsorganisationen internationale Aufmerksamkeit, da der georgische Staat nicht die Mittel aufbringen konnte, die Flüchtlingskrise aus eigenen Mitteln zu bewältigen, die durch den Konflikt um Südossetien zusätzlich anwuchs.
Die Lebensumstände der Menschen in den ehemaligen Sanatorien, Hotels und Erholungsheimen sind prekär. In einer Reihe von Ausbildungs- und Kunstprojekten wird versucht, in Zusammenarbeit mit den Beteiligten vor Ort an Zukunftsperspektiven vor allem für die bereits in Zqaltubo geborene zweite und dritte Generation zu arbeiten.

## Tourismus in Tskaltubo – bisherige Entwicklungen und Perspektiven
Die lokale Tourismusbehörde in Zqaltubo bemüht sich, den Kurort wieder zu entwickeln. Das frühere Kurhotel soll durch den georgischen Staat an ausländische Investoren verkauft werden. Schrittweise gelangten seit Anfang der 2000er Jahre wieder Ausländer nach Zqaltubo und es entwickelte sich u. a. ein wachsender Rucksacktourismus, von dem zahlreiche Blogs mit Erfahrungsberichten und Fotografien in vielen westeuropäischen Sprachen zeugen. Dieser Tourismus, der sich auf außergewöhnliche und besondere Begegnungen mit Menschen konzentriert, die unter prekären Verhältnissen lebten, Schreckliches erlebt und alles verloren hatten – dies alles auf der Bühne von Gebäuden, die mit zunehmendem Verfall immer eindrucksvoller von einer untergegangenen Zeit zeugen – kann als Variante einer Art Armutstourismus oder Dark Tourism bezeichnet werden.
Parallel entwickelte sich unter den Bemühungen der lokalen Tourismusbehörde ein Bädertourismus, der zwar auch mit Sowjetnostalgie wirbt, aber mehr die lokalen ökologischen und medizinischen Ressourcen unter Erholungsperspektive in Zentrum rückt, wie z. B. das gemäßigte Klima mit milden Wintern, die Heilwirkung der Quellen und die ausgedehnten Grotten der Prometheus-Höhle und der Sataplia-Höhle im Naturpark Sataplia in der Umgebung von Zqaltubo. Ein Wiederaufleben ist vor allem mit Urlaubern aus Russland verbunden, deren Eltern und Großeltern zur Zeit der Sowjetunion im Ort waren.
Im Juni 2018 startete der georgische Staat eine erneute Initiative mit Zqaltubo als „Medical and Wellness SPA Capital“ im Rahmen eines internationalen Partnership Fund zur „größten SPA-Stadt Osteuropas“, gar zur „Reborn Medical and Wellness SPA Capital“ zu entwickeln. Tskaltubo soll hierbei sowohl die Bedürfnisse eines in einem mittleren Preissegment angelegten internationalen Bäder- und Wellness-Tourismus als auch die eines hochpreisigen und exklusiven internationalen SPA-Tourismus befriedigen. Eine staatliche „Tskaltubo Development Company“ soll die Sanatorien und Hotelgebäude aus der Sowjetzeit zur Versteigerung anbieten und die Entwicklung vor Ort koordinieren und später in eine private Gesellschaft überführt werden. Die grundlegende Anlage des Badeortes Tskaltubos basiert auf Plänen aus den Jahren 1955 bis 1983.

## Persönlichkeiten
- Iakob Kadschaia (* 1993), Ringer